# Cahul
Cahul, chef-lieu du raion de Cahul, est une ville du sud de la Moldavie (à 175 kilomètres de Chișinău) d'environ 30 000 habitants, non loin de la frontière avec la Roumanie.

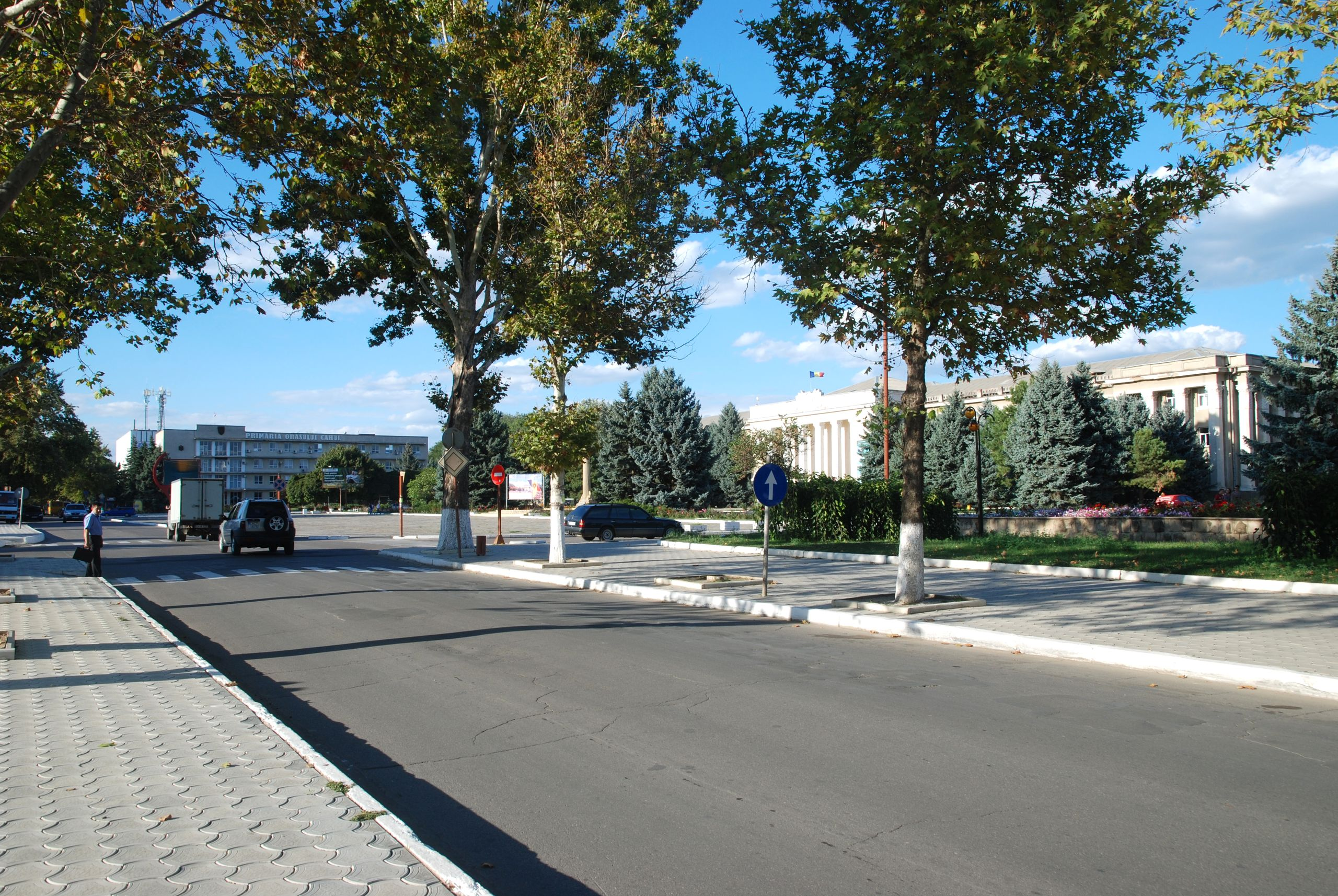
Le centre-ville.

## Histoire
La ville est mentionnée pour la première fois au XVIe siècle sous le nom de Frumoasa (« la jolie »). Elle apparaît encore sous ce nom dans divers atlas géographiques du XIXe et du début du XXe siècle.
La localisation de la ville à proximité d'un gué du Prut fait qu'elle se retrouve jadis régulièrement sur le chemin des armées russes ou turques qui font de la Moldavie leur champ de bataille. La ville devient russe entre 1812 et 1856, est rendue à la Moldavie entre 1856 et 1878, redevient russe de 1878 à 1918, puis est un chef-lieu de département en Roumanie de 1920 à 1940 et de 1941 à 1944, et un chef-lieu de rayon (canton ou arrondissement) en Union soviétique de 1940 à 1941 et de 1944 à 1991 (au sein de la RSSM), pour finalement être dans une Moldavie à nouveau indépendante depuis août 1991. Sous l'administration russe, roumaine et soviétique, elle est appelée Kagoul ou Cahul, qui est un nom d'origine tatare, qu'elle a conservé depuis l'indépendance.

## Climat
| Année | Janvier | Février | Mars | Avril | Mai | Juin | Juillet | Août | Septembre | Octobre | Novembre | Décembre | Total |
| 2002  | 7       | 3       | 53   | 35    | 25  | 38   | 191     | 61   | 9         | 84      | 56       | 8        | 531   |
| 2003  | 47      | 18      | 8    | 30    | 10  | 12   | 55      | 8    | 61        | 39      | 8        | 11       | 307   |
| 2004  | 57      | 24      | 20   | 35    | 41  | 37   | 66      | 84   | 33        | 10      | 41       | 22       | 470   |
| 2005  | 16      | 36      | 22   | 21    | 41  | 91   | 97      | 47   | 9         | 45      | 62       | 26       | 513   |
| 2006  | 21      | 17      | 50   | 30    | 39  | 68   | 26      | 47   | 43        | 10      | 7        | 9        | 367   |
| 2007  | 41      | 27      | 44   | 21    | 25  | 37   | 0       | 105  | 39        | 49      | 63       | 66       | 517   |
| 2008  | 14      | 2       | 33   | 47    | 49  | 95   | 43      | 20   | 46        | 22      | 13       | 60       | 444   |
| 2009  | 32      | 21      | 48   | 18    | 49  | 20   | 34      | 20   | 41        | 35      | 13       | 74       | 405   |
| 2010  | 35      | 43      | 29   | 23    | 82  | 121  | 146     | 25   | 31        | 80      | 20       | 64       | 699   |
| 2011  | 36      | 14      | 11   | 53    | 47  | 92   | 41      | 25   | 3         | 33      | 0        | 16       | 371   |
| 2012  | 60      | 46      | 14   | 30    | 77  | 29   | 45      | 57   | 30        | 46      | 23       | 138      | 595   |
| 2013  | 58      | 32      | 33   | 40    | 48  | 79   | 50      | 21   | 288       | 40      | 22       | 5        | 716   |
| 2014  | 42      | 10      | 28   | 70    | 103 | 24   | 113     | 45   | 6         | 41      | 74       | 55       | 611   |

## Économie
Cahul vit surtout d'agriculture (vergers, céréales, tabac, melons) et de sa position de ville frontière avec la Roumanie ; elle est aussi connue comme ville thermale et pour sa musique traditionnelle.

## Personnalités liées à la ville
- Boris Zakhoder, poète soviétique, auteur et traducteur de littérature pour enfants (1918-2000).
- Vika Jigulina (1986-), chanteuse et DJ moldave puis roumaine.